# Monument 1940-'45 in Bos en Lommer

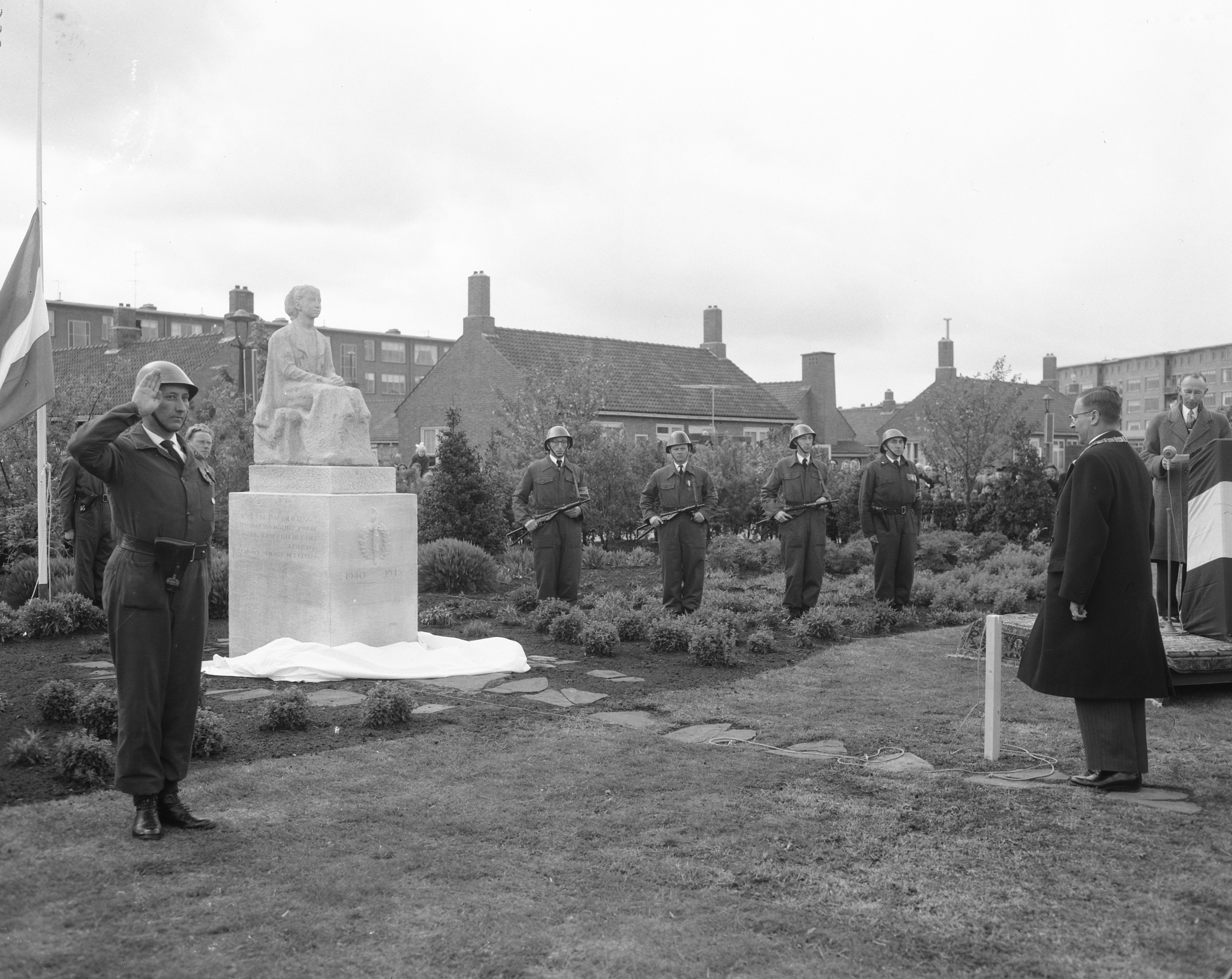
Het origineel op 4 mei 1957

Het Monument 1940-1945 is een oorlogsmonument in de wijk Bos en Lommer in Amsterdam-West. Hier staat een standbeeld, gemaakt door beeldhouwster Gerarda Rueter (1904-1993).
Het beeld/monument staat bekend onder vele benamingen, zoalsː Zittende vrouw, Zittende figuur, Monument 1940-1945, Monument aan de Bos en Lommerweg en Herdenkingsmonument zittende vrouw.
Het beeld Zittende vrouw was overigens al eerder door Rueter tentoongesteld; de zittende vrouw was te zien tijdens de beeldententoonstelling in Sonsbeek van 1949. 

## Locatie
Het voetstuk en beeld werden op 4 mei 1957 onthuld door burgemeester Gijs van Hall in een plantsoen aan de Hertspieghelweg bij de Leeuwendalersweg.  Gelden hiervoor waren bijeengebracht door de buurtcentra van Landlust en Bos en Lommer. Bij de onthulling werden teksten van Jan Campert gedeclameerd.
Het beeld staat sinds 1974 opgesteld 75 meter zuidelijker in hetzelfde plantsoen (tegenwoordig bekend als Hertspiegelplantsoen) aan de noordzijde van de Bos en Lommerweg, bij de Hertspieghelweg en Lippijnstraat (tegenover de Gloriantstraat). 

## Beschrijving
Het kunstwerk bestaat (sinds 1995) uit drie delen. Het eerste (maar qua tijd laatste) deel is de omgeving van het beeld. Rondom het voetstuk werd in 1995 een tegelplateau aangelegd om het beeld beter bereikbaar te maken tijdens de herdenkingsbijeenkomsten die er worden gehouden. 
Het tweede deel wordt gevormd door een menshoog granieten voetstuk waarop drie teksten:
- de linkerzijde bevat teksten van Jan Campert (1902-1943) (uit Het lied der achttien doden: "Ik wist de taak die ik begon; een taak van moeiten zwaar; maar ’t hart dat het niet laten kon; schuwt nimmer het gevaar; 1940-1945"
- de voorzijde vermeldtː "1940-1945"
- de rechterzijde citeert het Wilhelmus; "Dat ick toch vroom mach blijven; U dienaar taller stondt; die tyranny verdrijven; die mij mijn hert doorwondt"

Het derde deel is het beeld zelf. Gerarda Rueter ontwierp een zittende peinzende vrouw met handen in de schoot. Het beeld was eerder uitgevoerd in kalksteen, dat in de loop der jaren beschadigd (verweerd) raakte. In 1976 werd daarom van het beeld een nieuwe versie neergezet; nu in brons. In de grondplaat is de naam van de gieterij vermeld: Binder-Schmidt Bronsgieterij.